# Сидикбеков Тугельбай
Тугельбай Сидикбеков (14 травня 1912, аїл Кен-Суу, тепер Тюпського району Іссик-Кульської області Киргизстану — 19 липня 1997, місто Бішкек, Киргизстан) — радянський киргизький письменник. Депутат Верховної ради Киргизької РСР 3-го, 5—8-го скликань. Депутат Верховної ради СРСР 4-го скликання. Народний письменник Киргизької РСР (1968). Академік Академії наук Киргизької РСР (1954). Герой Киргизької Республіки (4.02.1997).

## Життєпис
Народився в бідній селянській родині. Після смерті батька мати трирічного Тугельбая разом із родиною переїхала працювати до російського вчителя-переселенця, де родина прожила до 1927 року. У 1927 році в місті Караколі Тугельбай Сидикбеков закінчив російську початкову школу-п'ятирічку, потім Каракольську середню школу-десятирічку, після якої навчався в Фрунзенському сільськогосподарському технікумі та зооветеринарному інституті.
Працював у радгоспі, де зібрав багатий матеріал для своїх майбутніх книг. У 1931—1935 роках був співробітником киргизької комсомольської газети «Ленинчил джаш» («Ленінська молодь»), завідував комсомольським, а потім сільськогосподарським відділом газети.
Друкуватися розпочав з 1928 року. У 1931 році було видано першу його поему «Кайкабай». У цей період написав кілька віршів, які вперше з'явилися на сторінках киргизької комсомольської газети «Ленинчил джаш»». Автор збірок віршів «Куреш» (Боротьба) (1933), «Баатырлар» (Богатирі) (1936), «Поет-соловей» (1938). Сидикбеков пише першу книгу про створення киргизьких колгоспів «Кен-Су» (за ім'ям рідного аїлу). Перша книга роману, що зображує життя киргизького селища до колективізації, була надрукована в 1937 році; друга, присвячена колективізації та боротьбі киргизького народу за зміцнення колгоспів, — 1940 року.
З 1938 року Тугельбай Сидикбеков працював літературним консультантом в апараті правління Спілки радянських письменників Киргизії.
У 1939—1940 роках написав роман «Темір» на ту ж тему становлення колгоспного ладу. Роман «Люди наших днів» (1948) оповідав «про героїчну, самовіддану працю киргизького народу в дні Великої Вітчизняної війни». Роман «Діти гір» (1952) — один із перших киргизьких дитячих творів. У 1955—1958 роках виходить роман «Серед гір» (перероблений варіант роману «Кен-Су»). Романи «Жінки» (1962—1966), «Ровесники» (1977) розповідали про «соціалістичне будівництво» в Киргизії. У 1982 році письменник опублікував автобіографічний роман «Шлях». Був членом Правління Спілки письменників СРСР, членом Правління і Президії Спілки письменників Киргизії, членом Радянського комітету захисту миру та членом Киргизького республіканського комітету захисту миру.
Помер 19 липня 1997 року в місті Бішкеку. Похований на Ала-Арчинському цвинтарі.

## Нагороди
- Герой Киргизької Республіки (4.02.1997)
- орден Леніна (31.01.1951)
- два ордени Трудового Червоного Прапора (1.11.1958; 10.06.1987)
- орден Дружби народів (14.06.1982)
- дві медалі «За трудову доблесть» (28.02.1946; 11.01.1964)
- медаль «За доблесну працю у Великій Вітчизняній війні 1941—1945 рр.» (1945)
- Пам'ятна золота медаль «Манас-1000» (15.08.1995)
- медалі
- Сталінська премія ІІІ ст.(1949) — за роман «Люди наших днів»
- Народний письменник Киргизької РСР (1968)